# 長庚科技大學

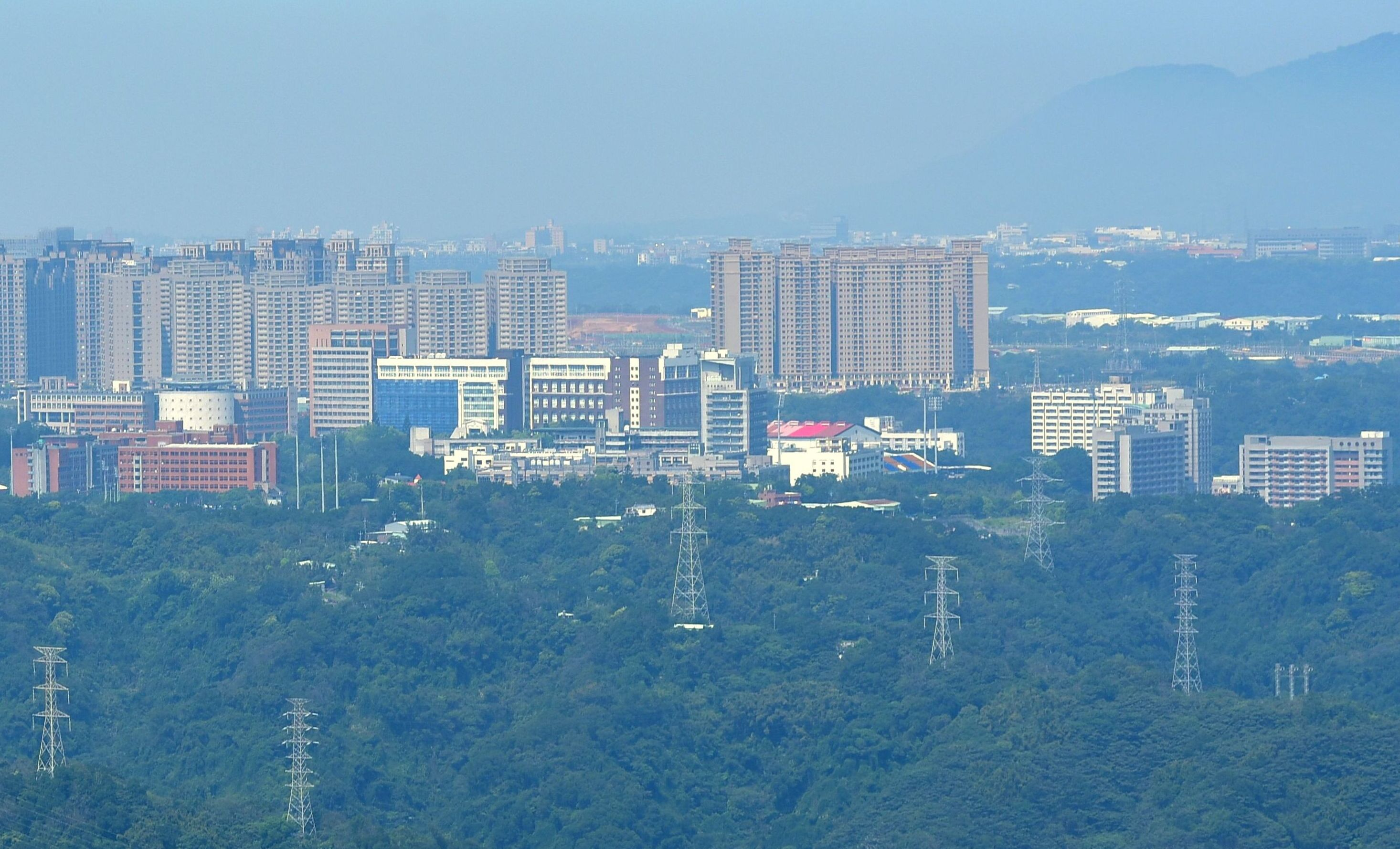
長庚科大與長庚大學校園

長庚科技大學，全名長庚學校財團法人長庚科技大學，簡稱長庚科大，前身為長庚護理專科學校，由台塑企業創辦人王永慶先於1983年設立的明志工業專科學校護理科、1988年創校。2011年升格科技大學。校本部位於桃園市龜山區，與同由台塑捐助成立的長庚大學相鄰。嘉義校區位於嘉義縣朴子市的（嘉義分部），鄰近同集團捐贈興建之永慶高中。

## 沿革
- 1983年，明志工業專科學校（今明志科技大學）成立二年制護理科建教合作班，為長庚科技大學之前身。
- 1988年，明志工業專科學校護理科獨立設校為長庚護理專科學校，設二年制護理科。
- 1991年，增設五年制護理科。
- 1996年，增設二年制幼兒保育科。
- 1997年，增設進修部二年制幼兒保育科。
- 2000年，成立幼兒保育科之實驗托兒所。
- 2002年8月，奉准改制為長庚技術學院，並成立二年制護理系、幼兒保育系、資訊管理系。
- 2003年1月，教育部核准成立嘉義分部
- 2004年，嘉義分部開始招生，設有二年及四年制護理系。林口校區增設四年制幼兒保育系。
- 2006年，增設二年制化妝品應用系、呼吸照護系。
- 2007年，嘉義分部增設護理研究所碩士在職專班
- 2008年，增設老人照顧管理系、護理研究所碩士在職專班。
- 2009年，增設保健營養系。嘉義分部護理研究所開始招收一般生。
- 2010年，增設立學士後民生健康資訊學士學位學程。
- 2011年，奉准改名為長庚學校財團法人長庚科技大學。
- 2012年，停招資訊管理系。增設學士後護理資訊學士學位學程。
- 2013年，增設健康照護研究所。停招學士後民生健康資訊學士學位學程、學士後護理資訊學士學位學程。
- 2014年，增設健康產業科技研究所。
- 2016年，停招五年制護理科。
- 2018年，老人照顧管理系及健康照護研究所合併，更名為高齡暨健康照護管理系(所)。

## 歷任校長
| 任別 | 姓名     | 任期             | 備註                                   |
| ---- | -------- | ---------------- | -------------------------------------- |
| 1    | 廖張京棣 |                  | 長庚護理專科學校首任校長。             |
| 7    | 樓迎統   | 2008年-2023年4月 | 2011年長庚技術學院更名為長庚科技大學。 |
| 8    | 范君瑜   | 2023年04月-迄今  |                                        |

## 教學單位

### 林口校區
| 護理學院 | 護理系     | 高齡暨健康照護管理系     |
| 護理學院 | 護理研究所 | 高齡暨健康照護管理研究所 |

| 民生學院 | 健康產業科技研究所 | 化妝品應用系 |
| 民生學院 | 幼兒保育系         | 通識教育中心 |
| 民生學院 | 保健營養系         |              |

### 嘉義校區
| 護理學院 | 護理研究所 | 護理系 |
| 護理學院 | 呼吸照護系 |        |

| 民生學院 | 健康產業科技研究所 | 通識教育組 |

## 學生宿舍
- 日間部全體學生須住宿。（應屆畢業生可申請外宿）
- 目前校本部有三棟宿舍（一舍、二舍及三舍），而嘉義分部則設有兩棟宿舍（一舍及二舍）。

### 校本部學生宿舍
- 庚心樓(一舍)：目前與第三教學大樓合併。以護理系為主要辦公大樓，共有四樓，還有地下一樓和二樓，內有護理系系辦。一樓設有萊爾富。
- 庚耘樓(二舍)：目前為三棟宿舍內歷史最為悠久，因地形因素四樓為水平基準面，二樓設有學生餐廳，一樓為教師專用停車場。
- 庚勤樓(三舍)：可以遠眺台北夜景，器材最為豐富，因地形因素五樓為水平基準面，三樓設有餐廳，四樓設有健身房。
- 105/1/7 開始啟用入口電子讀卡門

## 姐妹學校
長庚科技大學的姐妹學校：
美洲
- 美国
  - 俄亥俄州愛許蘭大學 (Ashland University)
  - 俄亥俄州凱斯西儲大學 (Case Western Reserve University)
  - 夏威夷馬諾瓦大學 (University of Hawaii at Manoa)

大洋洲
- - 澳洲臥龍崗大學 (University of Wollongong)
  - 澳洲迪肯大學 (University of Deakin)
  - 澳洲昆士蘭科技大學 (Queensland University of Technology)
  - 澳洲格里菲斯大學 (Griffith University)

亞洲
- 香港
  - 香港東華學院 (Tung Wah College)

## 外部連結
- 長庚科技大學 （页面存档备份，存于）
- 長庚科技大學嘉義分部 （页面存档备份，存于）
- 長庚科技大學附設實驗托兒所 （页面存档备份，存于）